# Wargaczowce
Wargaczowce (Labroidei) – podrząd ryb okoniokształtnych (Perciformes) wyróżniony na podstawie budowy kości gardłowych. Obejmuje ponad 2200 gatunków słono-, słonawo- i słodkowodnych, z czego większość zaliczana jest do rodziny pielęgnicowatych. W zapisie kopalnym znane są taksony, które żyły w eocenie.

## Cechy charakterystyczne
Otwór gębowy zakończony jest wyraźnie zaznaczonymi wargami. Płetwa grzbietowa długa, pojedyncza. Łuski cykloidalne. U większości gatunków występuje intensywne ubarwienie. 

## Klasyfikacja
Do wargaczowców zaliczane są rodziny współcześnie żyjących gatunków:
- Cichlidae – pielęgnicowate
- Embiotocidae – szumieniowate
- Labridae – wargaczowate
- Odacidae
- Pomacentridae – garbikowate
- Scaridae – skarusowate

oraz wymarłe rodzaje †Eocoris i †Phyllopharyngodon, a także rodzina †Tortonesidae.